# Distrito de Uchumayo

Mapa de la provincia de Arequipa en el Departamento de Arequipa, Perú.

El distrito de Uchumayo (de uchu mayu, en quechua 'río del ají' o en quechua sureño 'río pequeño') en quechua I), es uno de los veintinueve que conforman la provincia de Arequipa, ubicada en el departamento de Arequipa en el Sur del Perú.
Desde el punto de vista jerárquico de la Iglesia católica forma parte de la Arquidiócesis de Arequipa.

## Historia
El nombre del valle probablemente se debe a que durante el Tahuantinsuyo fue una zona agrícola dedicada principalmente al cultivo de ají.
Posteriormente, durante la colonia, los cultivos fueron reemplazados por trigo y frutas como vides, manzanas, etc. En el siglo XV Congata, pueblo de Uchumayo, estaba poblada por collaguas y yanahuaras pertenecientes al Ayllu de Quinguara que ocupaba lugares como Capinota, Sanguanaran, Imarota, Umacollo, Chullo, Chilina, Maran, Tiabaya, Congata, Acororo.
En 1575, durante la visita del virrey Francisco de Toledo, el español Diego Hernández de la Cuba figuraba como encomendadero de la zona que contaba con 778 tributarios y 11 más en el valle de Tiabaya.
En 1836 el puente de Uchumayo fue escenario de la batalla entre los generales
Felipe Santiago Salaverry y Andrés de Santa Cruz que culminó con la victoria del primero aunque días después sería completamente derrotado en la batalla de Socabaya. Tras esta guerra se instauró de facto la Confederación Perú-Boliviana.

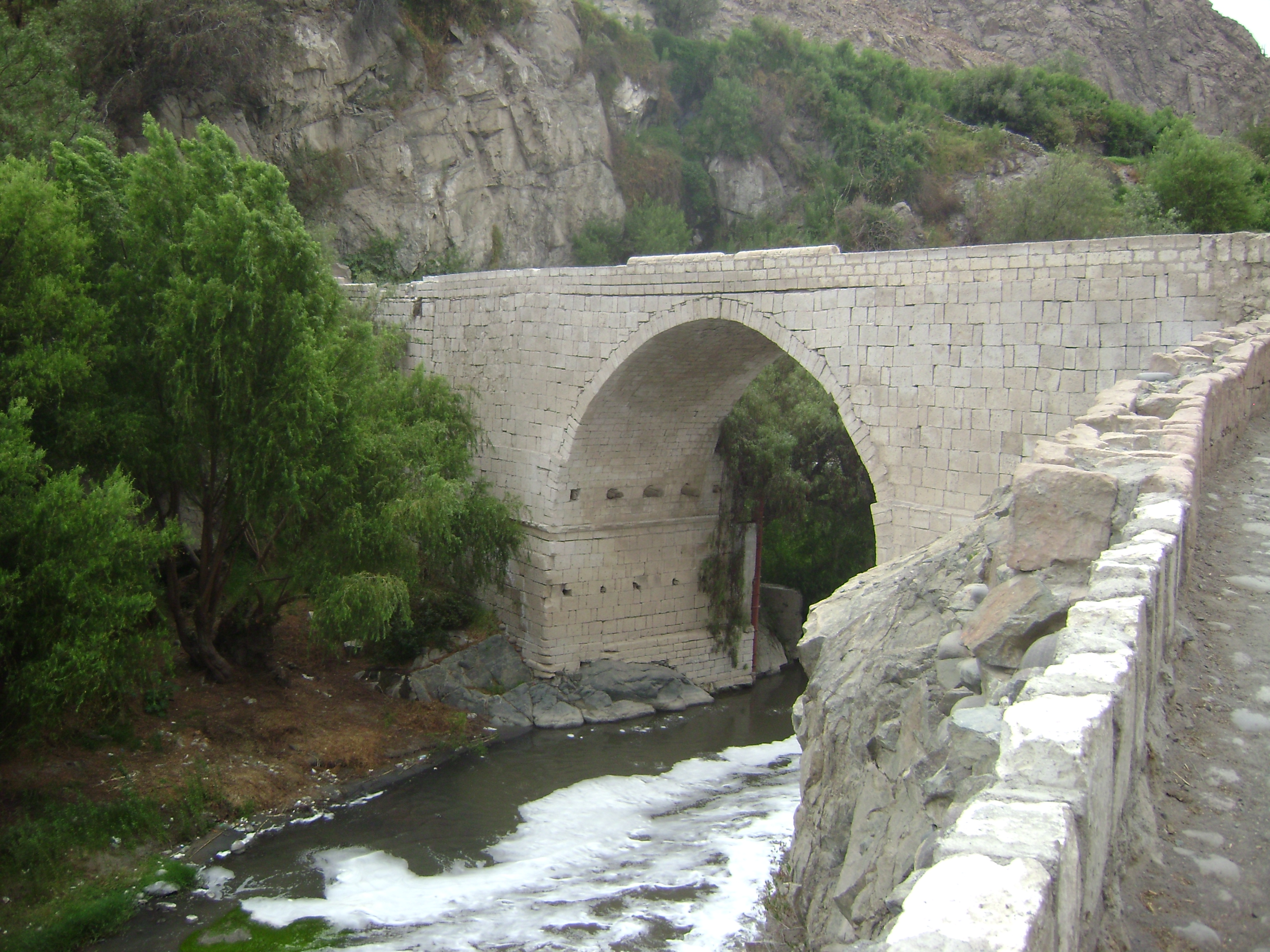
Puente colonial de Uchumayo, sobre el río Chili.

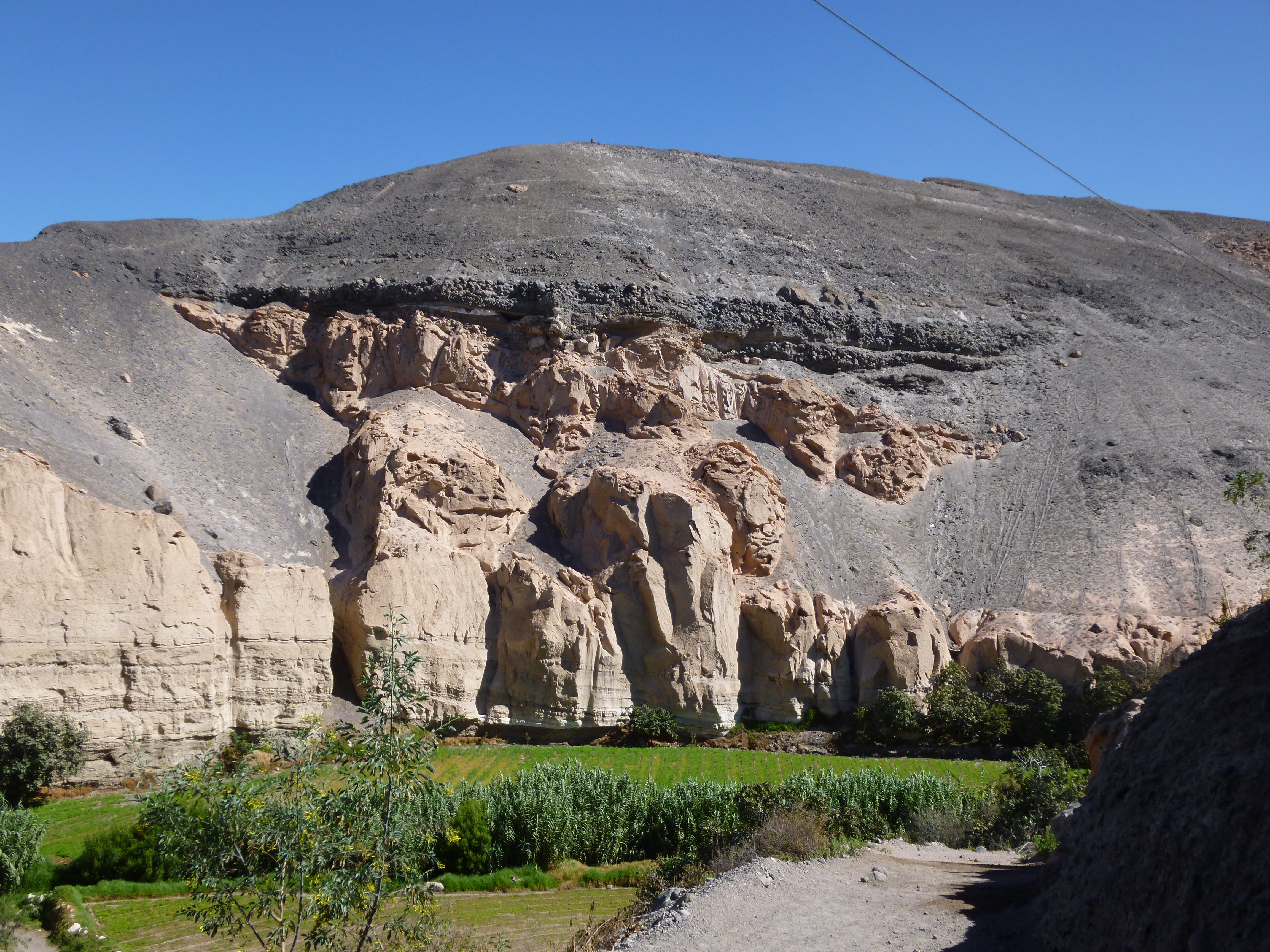
Formaciones geológicas en la quebrada de Añashuayco.

## Pretensión toponímica
El nombre, que recoge el castellano andino, podría derivarse de las voces del quechua sureño:uchu, que significa ají, y mayu, que denota río.
Otra posibilidad es que surja de los vocablos del 'Chinchaysimi' (sic)y significaría río pequeño.

## Economía
Actualmente el distrito de Uchumayo alberga diversos recursos y potencialidades. En él se desarrollan actividades agrícolas y pecuarias, ligadas principalmente a la producción de forraje y a la cría de ganado vacuno para la industria lechera. En la actualidad otro producto que se cultiva en Uchumayo es la guayaba que son bien aceptadas en el mercado Arequipeño siendo su producción 7500 kilogramos aproximadamente y el ingreso económico es de 45000 soles aproximadamente.
Uchumayo aloja además las actividades mineras de la empresa Cerro Verde.

## Transporte
Las rutas de transporte masivo de pasajeros que circularán en el distrito de Uchumayo son las siguientes:
| FASE OPERATIVA | FASE OPERATIVA       | FASE OPERATIVA | FASE OPERATIVA                               | FASE OPERATIVA                             |
| Cuenca         | Concesionario        | Ruta *         | Ruta *                                       | Ruta *                                     |
| Cuenca         | Concesionario        | Código         | Desde                                        | Hasta                                      |
| -------------- | -------------------- | -------------- | -------------------------------------------- | ------------------------------------------ |
| C - 10         | Megabus AQP S.A.C.   | T28            | Congata (Uchumayo)                           | La Merced (Cercado)                        |
| C - 11         | Cotum Express S.A.C. | T24            | Pueblo de Tradicional de Uchumayo (Uchumayo) | Quiroz (Cercado)                           |
| C - 11         | Cotum Express S.A.C. | T25            | Pueblo de Tradicional de Uchumayo (Uchumayo) | Gobierno Regional de Arequipa (Paucarpata) |

* Las rutas operan en ambos sentidos.
IMPORTANTE:
- La Municipalidad Provincial de Arequipa (MPA), a través del SITransporte podrá crear rutas o extender recorridos de las rutas ya establecidas para la cobertura total del distrito.
- La tarifa del pasaje se pagará solo una vez, tendrá una duración de 59 minutos y se podrá realizar tres viajes como máximo.

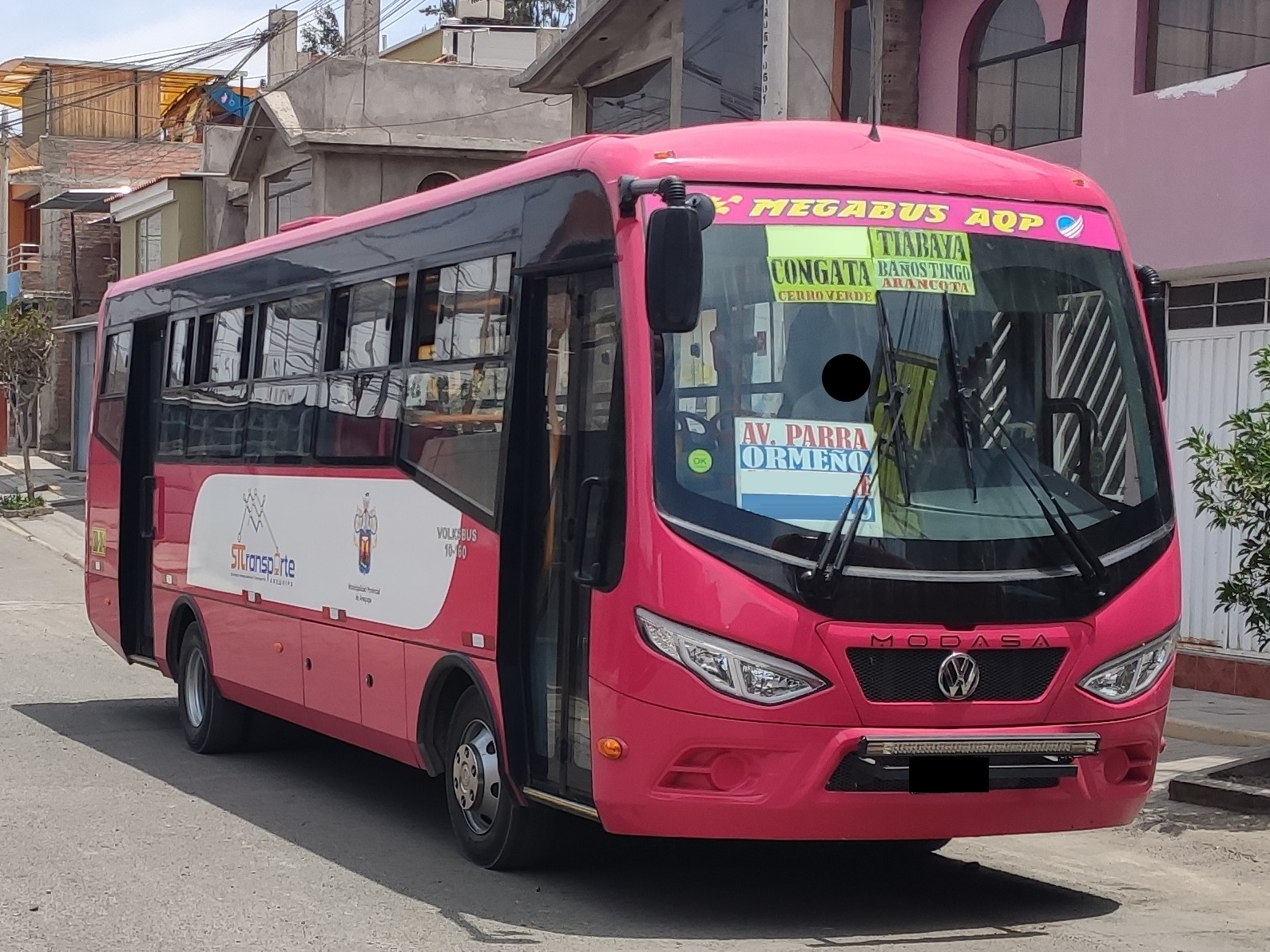
Bus para la ruta estructurante T 28.

## Yacimientos geológicos
En el lugar denominado "Quebrada de la Gloria", donde se ubica un santuario en honor a la Virgen de Chapi, se pueden encontrar ejemplares de granodiorita, así como rocas meteorizadas y diaclasas.
Muy cerca a las carreteras se pueden observar arenas blancas finas.
En el valle de Añashuayco se pueden observar plegamientos y estratificación de capas.

## Autoridades

### Municipales
- 2023 - 2026[5]
  - Alcalde: Sr. Hardin José Abril Velarde, de Movimiento Regional Arequipa Avancemos.
  - Regidores:

  1. Sra. María Elena Córdova Fernández (Movimiento Regional Arequipa Avancemos)
  2. Sr. Jorge Armando Moscoso Sánchez (Movimiento Regional Arequipa Avancemos)
  3. Sra. Jessica Noelia Collana Adriazola (Movimiento Regional Arequipa Avancemos)
  4. Sr. Apolinario José Calderón Moscoso (Movimiento Regional Arequipa Avancemos)
  5. Sr. Aldair Gerald Barrios Carpio (Arequipa Renace)

## Turismo
Entre sus atractivos turísticos se encuentra el valle de Añashuayco, donde se observan canteras de sillar rojo y blanco, cataratas de agua pura y la campiña arequipeña. También es llamada la "Tierra del Chimbango", licor elaborado con higos y en cada aniversario de Uchumayo se celebra el "Festival del Chimbango", donde el alcalde del distrito premia al "Mejor Chimbango".

## Festividades
- Aniversario de la Batalla de Salaverry.
- Virgen del Rosario.
- Virgen de Fátima.
- Virgen del Carmen.
- Virgen de Chapi.
- Virgen María Auxiliadora.
- Festival del Chimbango.

## Instituciones educativas Emblemáticas
- I.E 40091 Alma Mater de Congata.
- I.E 40092 José Domingo Zuzunaga Obando.
- I.E 40088 Reino de Bélgica.